# Callulops sagittatus
Callulops sagittatus là một loài ếch trong họ Nhái bầu.
Nó được tìm thấy ở Papua New Guinea và có thể cả Indonesia.
Môi trường sống tự nhiên của chúng là các khu rừng vùng núi ẩm nhiệt đới hoặc cận nhiệt đới. Loài này đang bị đe dọa do mất môi trường sống.